# Coleophora solenella
Coleophora solenella é uma espécie de mariposa do gênero Coleophora pertencente à família Coleophoridae.